# سیارک ۲۱۹۵۸
سیارک ۲۱۹۵۸ (به انگلیسی: 21958 Tripuraneni، نامگذاری:1999VU185) بیست و یک هزار و نهصد و پنجاه و هشتمین سیارک کشف شده‌است که در ۱۵ نوامبر ۱۹۹۹ کشف شد.
قدر مطلق سیارک برابر ۱۸.۶،و تناوب مداری آن نیز برابر ۱۴۸۷.۸۱۳۴۴۴۱ است.